# Michel Grain
Pour les articles homonymes, voir Grain.
Michel Grain, né le 6 octobre 1942 à Saint-Georges-lès-Baillargeaux, est un coureur cycliste français. Professionnel de 1964 à 1970, il a notamment remporté le Grand Prix du Midi libre en 1967 devant Roger Pingeon et Raymond Poulidor,.

## Palmarès
- 1961
  - Champion du Poitou amateurs
- 1962
  - Tour des Douze Cantons
  - 7ea et 8eb étapes de la Route de France
  - 2e de la Route de France
- 1963
  - 1re étape du Tour d'Eure-et-Loir
  - 3e étape du Grand Prix de l'Économique
  - 1re et 2e étapes des Trois Jours du Loir-et-Cher
  - 2e du Grand Prix de Montamisé
  - 2e des Trois Jours du Loir-et-Cher
- 1964
  - Boucles du Bas-Limousin
  - 2ea étape du Tour du Morbihan (contre-la-montre par équipes)
- 1965
  - 1reb étape du Tour de France (contre-la-montre par équipes)
  - 2e du Grand Prix d'Antibes
- 1966
  - Circuit de la Vienne
- 1967
  - Grand Prix du Midi libre :
    - Classement général
    - 2e étape

  - 3e du Grand Prix de Fréjus
  - 3e des Boucles de la Seine
- 1974
  - Grand Prix de Montamisé
  - Grand Prix des Grattons
  - Prix des Vins Nouveaux
  - Poitiers-La Rochelle
  - 3e du Circuit boussaquin
  - 3e du Circuit des Deux Ponts
- 1976
  - 3e du Circuit des Deux Ponts
- 1977
  - Grand Prix de Montamisé
  - Circuit des Deux Ponts
- 1978
  - 2e du Circuit des Boulevards
  - 2e du Grand Prix d'Issoire

## Résultats sur les grands tours

### Tour de France
5 participations 
- 1965 : 83e, vainqueur de la 1reb étape (contre-la-montre par équipes)
- 1966 : 66e
- 1967 : 39e
- 1968 : 37e
- 1970 : abandon (7e étape)

### Tour d'Italie
2 participations 
- 1964 : 48e
- 1967 : abandon

### Tour d'Espagne
2 participations 
- 1965 : 20e
- 1968 : 37e